# Fleischer

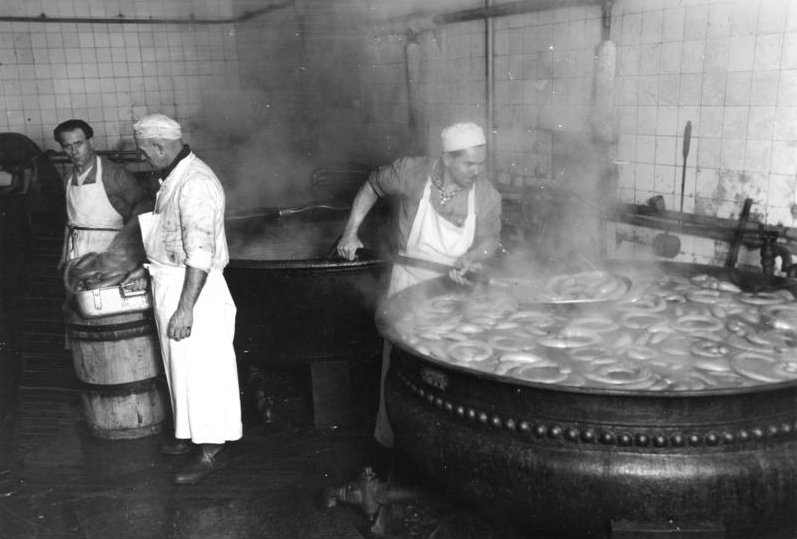
Herstellung von Leberwurst in Berlin (1948)

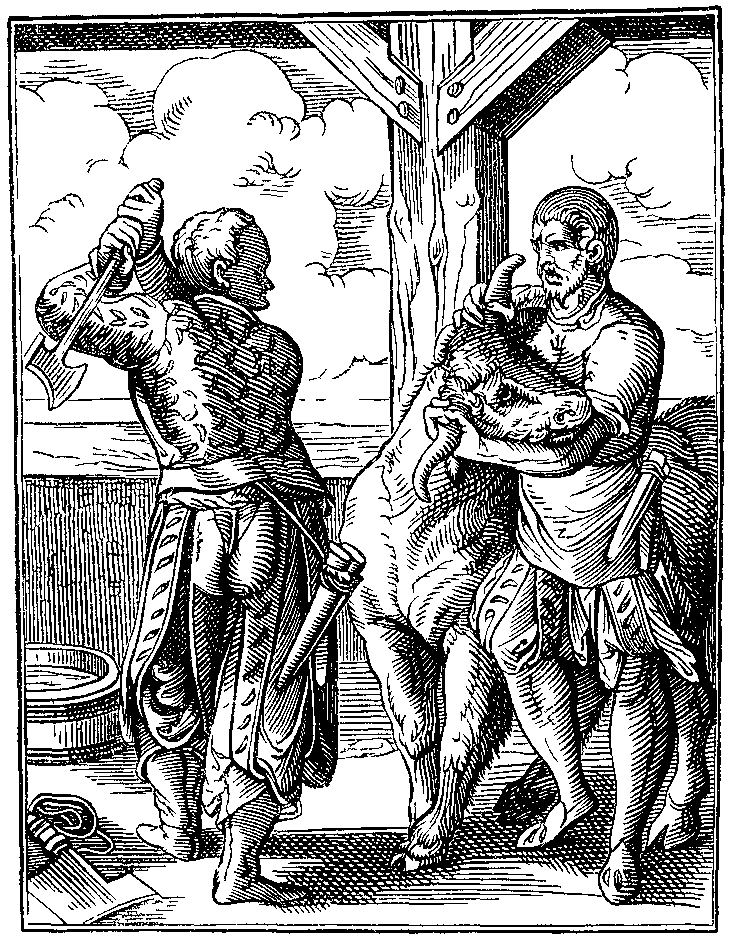
Metzgermeister und Geselle bei der Schlachtung, Stich von Jost Amman, 16. Jh.

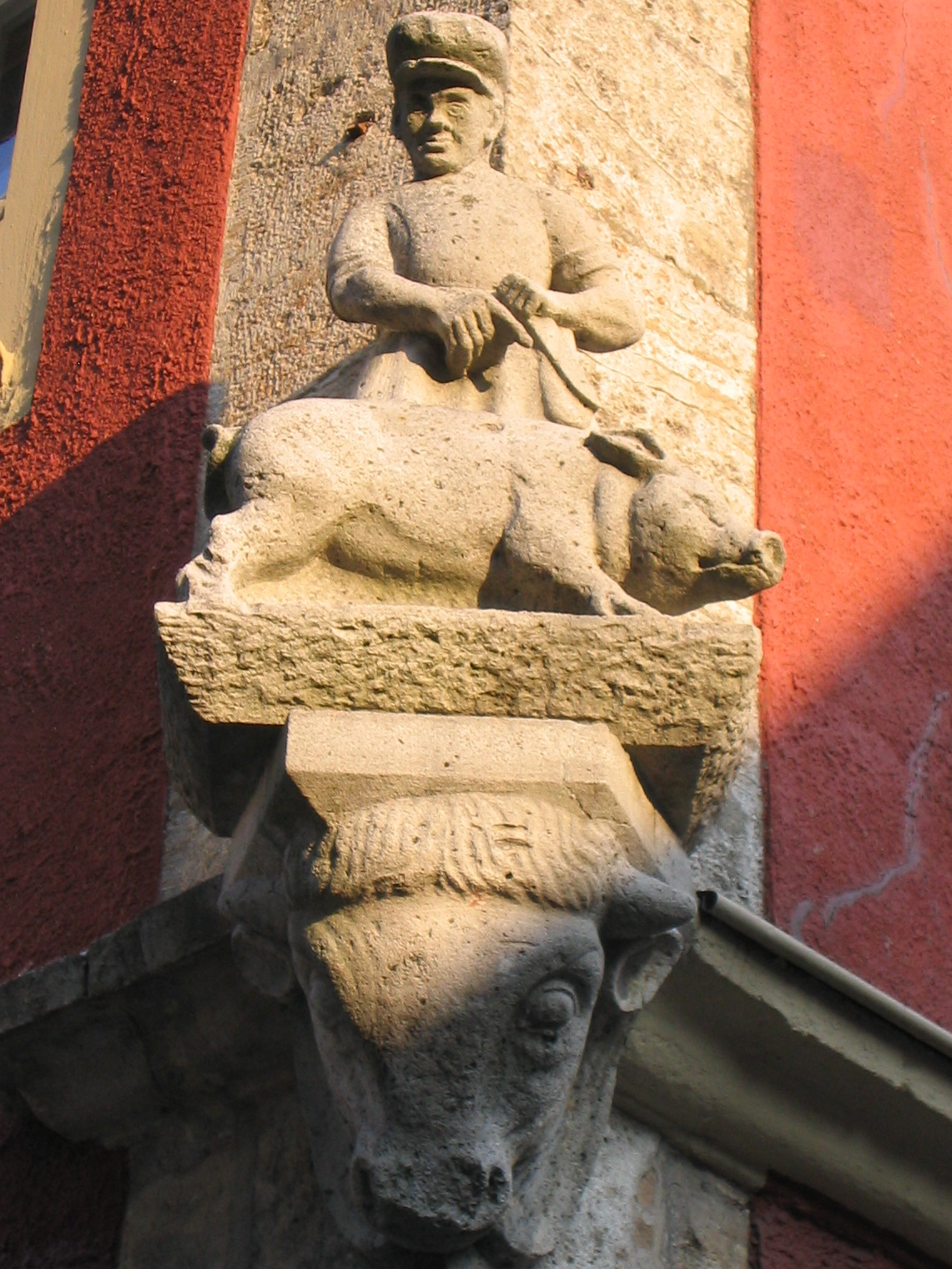
Fleischer-Statue auf einer Hausecke in Rothenburg ob der Tauber

Der Fleischer (üblich in Mittel- und Ostdeutschland), auch Metzger (Süd- und Südwestdeutschland, Nordrhein-Westfalen, Schweiz, Westösterreich), Schlachter, Schlächter und Küter (Norddeutschland) sowie Fleischhauer und Fleischhacker (Österreich), ist ein alter Handwerksberuf. Fleischer beschäftigen sich mit der Schlachtung und mit der Herstellung von Fleisch- und Wurstwaren, sie arbeiten in Schlachthöfen und in Fleischereien.

## Geschichte
Erste Nachweise über diese Tätigkeiten fanden sich bei den Galliern, die Wurst herstellten.
In Norddeutschland wurden im Mittelalter die in Zünften oder Gilden organisierten Fleischer, die das Fleisch verarbeiteten und verkauften, als Knochenhauer bezeichnet. In vielen Städten, etwa in Bremen oder Hannover, gibt es noch den Straßennamen Knochenhauergasse und Knochenhauerstraße, in Hildesheim das Knochenhaueramtshaus. Die für das Schlachten zuständigen Handwerker wurden Küter genannt (vgl. Küterstraße in Kiel und – bis 1940 – in Riga, Kütertor in Kiel, Lübeck, Stralsund, Rostock), da sie als Lohn Eingeweide (mnd. küt) und Kopf der Tiere erhielten. Zu den traditionellen Fleischmärkten zählte die Fleischhalle Zürich.
Das Berufsbild des Fleischers hat sich in den vergangenen Jahren stark gewandelt. An Stelle des Schlachtens ist die Veredelung von Fleisch getreten. Durch diese Wandlung des Berufs und die damit verbundene Konzentration auf wenige Schlachtstätten ist die noch bis in die 1970er Jahre übliche Verarbeitung von schlachtwarmem Fleisch zur Herstellung von Brühwurst fast nicht mehr möglich. Für diese ist eine enge Verzahnung zwischen Schlachtung und Verarbeitung notwendig, da das Fleisch innerhalb von zwölf Stunden entbeint, ausgesucht und verarbeitet werden muss.

## Regionale Verbreitung der Bezeichnungen
Die Bezeichnung Fleischer wurde 1966 zum alleinigen Namen des Handwerks in Deutschland, jedoch hat er die weiträumig fest etablierten Bezeichnungen Metzger, Schlachter und Fleischhacker nicht verdrängen können. Vor allem im Südwesten und Süden Deutschlands sowie in der Schweiz ist Metzger die vorherrschende Bezeichnung geblieben. In Ostdeutschland wird der Beruf als Fleischer, in einigen Gegenden auch als Metzger bezeichnet. Im Norden des deutschen Sprachgebietes wird der Fleischer als Schlachter (gelegentlich auch Schlächter) bezeichnet. In Österreich stellen Fleischhauer und Fleischhacker die gebräuchlichsten Varianten. Die historischen Varianten Knochenhauer oder süddeutsch Metzler sind dagegen beinahe ausgestorben.

## Persönliche Ausstattung des Fleischers

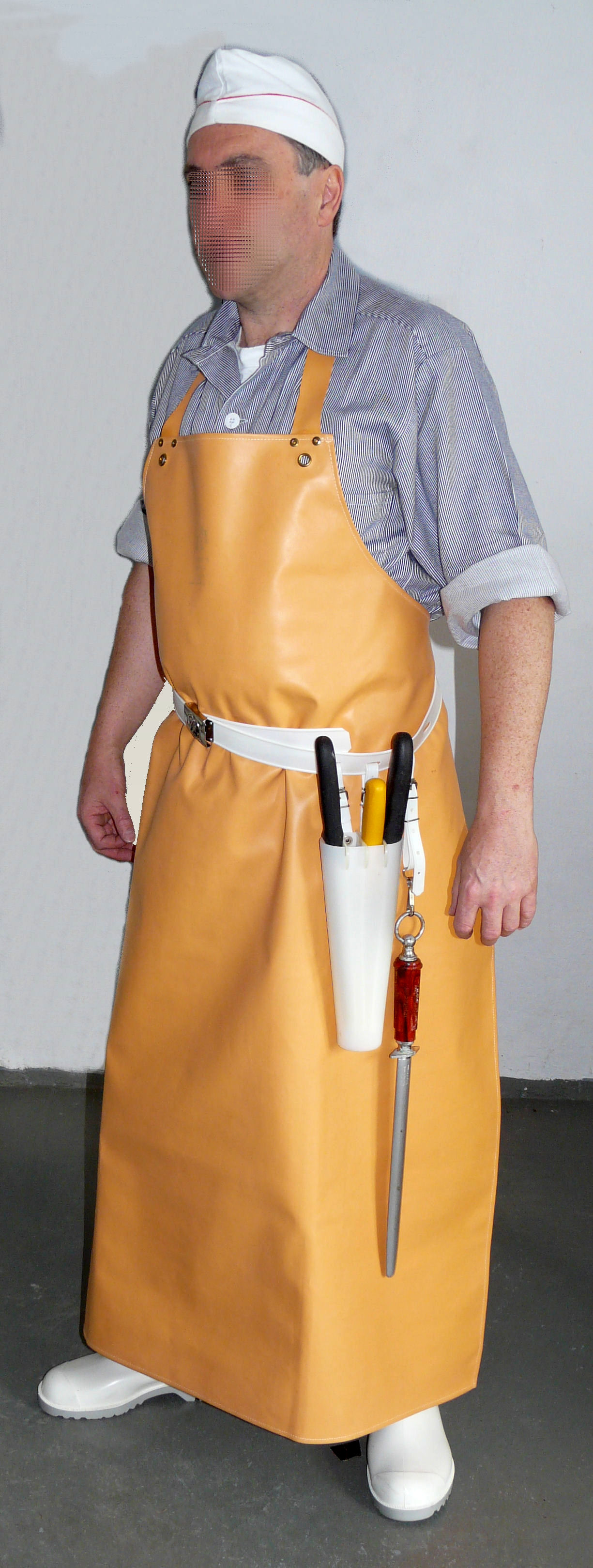
Persönliche Ausrüstung und Schutzkleidung des Fleischers

| - weiße Gummistiefel - lange, wasserundurchlässige Schürze (Schlachterschürze) - Metzgerkittel (Fleischerjacke) - weiße Kopfbedeckung, Schiffchen, Mütze, in Schlachthöfen auch Schutzhelm - Kettenhemd und -handschuh - Messerköcher, Messertasche - Wetzstahl | - Fleischermesser je nach Arbeitsbereich bzw. Bedarf, wie zum Beispiel: - Ausbeinmesser - Blockmesser - Zerlegemesser - Abhäutemesser - Aufbrechmesser - diverse Spezialmesser |

Während der Arbeit beim Schlachten trägt der Fleischer seine Messer immer griffbereit und sicher untergebracht im Messerköcher am Gürtel umgeschnallt bei sich. Auch der Wetzstahl ist am Gürtel eingehängt und immer griffbereit.

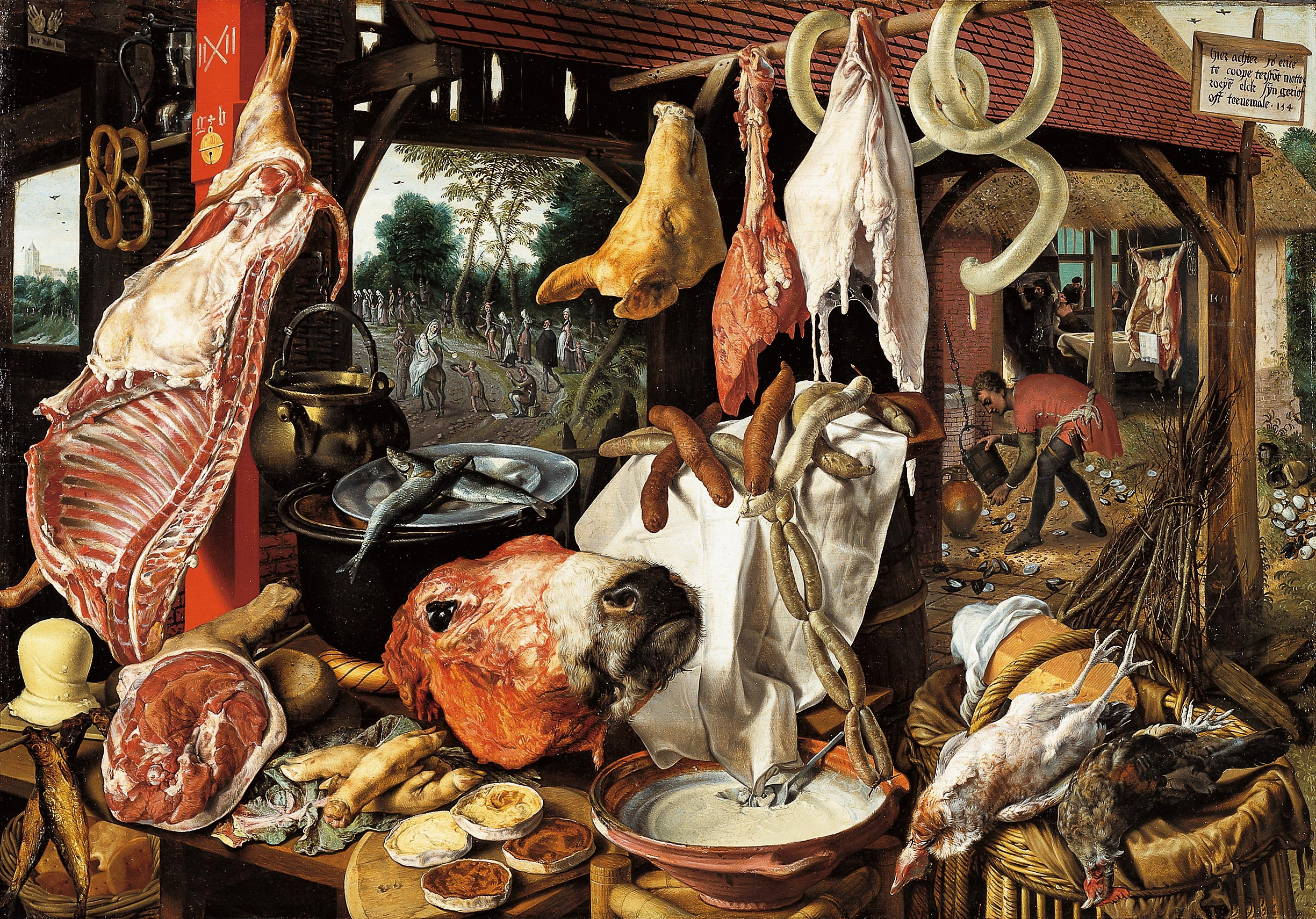
Fleischereiprodukte auf einem Gemälde von Pieter Aertsen
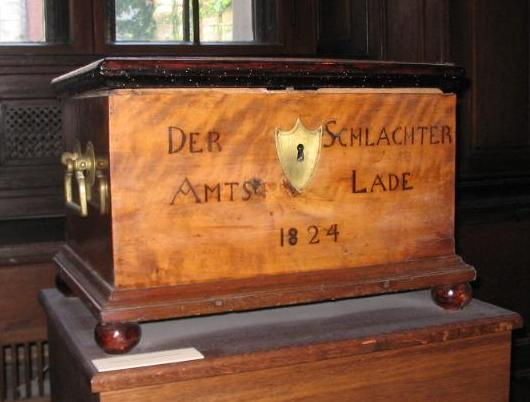
Zunftlade, Märkisches Museum Berlin
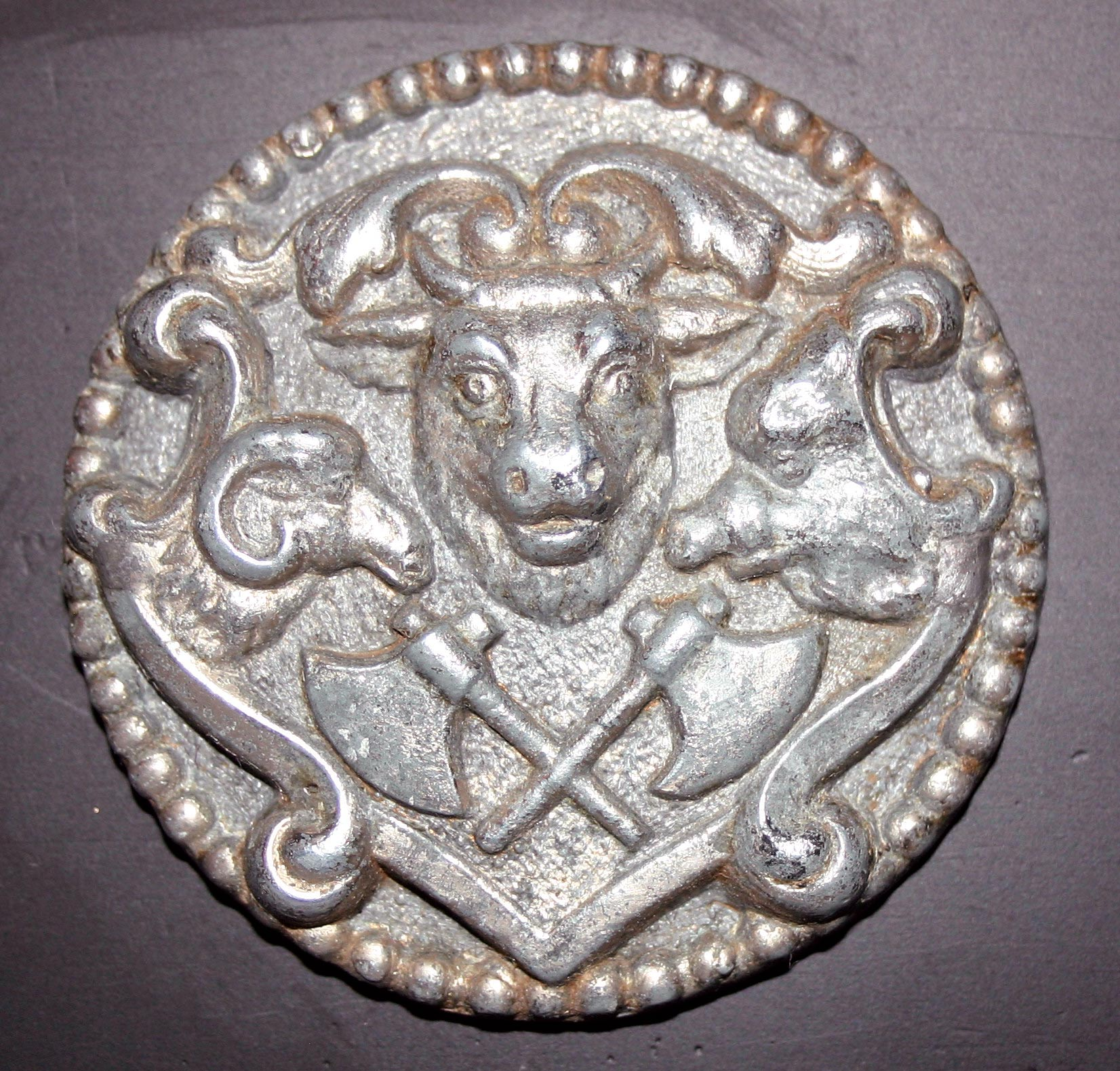
Innungszeichen auf einer alten Kiste
Zunftwappen
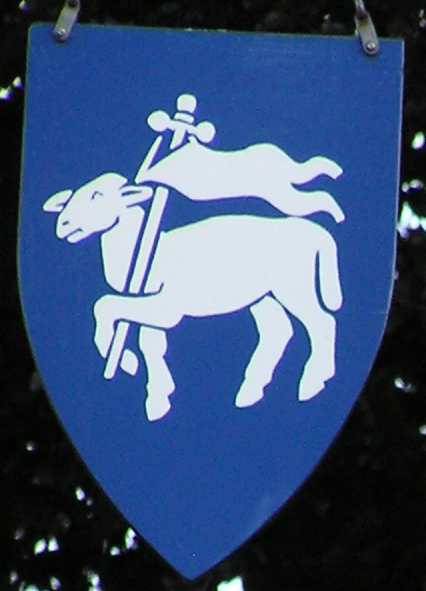
Zunftwappen

## Ausbildung

### Deutschland
Die Ausbildung als Fleischer/Fleischerin dauert drei Jahre.
- Pflichtqualifikationen
  - Zerlegen
  - Herstellen von Brüh- und Rohwurst
- Wahlqualifikation: Es müssen zwei gewählt werden, davon mindestens eine aus den Nummern 1 bis 3.[6]

1. Schlachten
2. Herstellen besonderer Fleisch- und Wurstwaren
3. Herstellen von Gerichten
4. Veranstaltungsservice
5. Kundenberatung und Verkauf
6. Verpacken von Produkten

### Österreich
Eine Ausbildung als Fleischverarbeiter und auch als Fleischverkäufer dauert jeweils drei Jahre.

### Schweiz
Die Ausbildung zum Fleischfachmann EFZ dauert drei Jahre. Die Schwerpunkte sind Fleischgewinnung, Fleischverarbeitung und Fleischveredelung.

## Weiterbildungsmöglichkeiten

### Deutschland
- Spezialisierung
  - Fleischzerleger/Fleischzerlegerin
  - Geflügelfleischer/Geflügelfleischerin

- Aufstiegsfortbildung
  - Fleischermeister/Fleischermeisterin[7]
  - Techniker/Technikerin - Lebensmitteltechnik (Fleischereitechnik)[8]
- Fleischtechnologie (Dipl.-Ing. Lebensmitteltechnologie)

### Schweiz
- Spezialisierung
  - Räucherei, Salzerei, Wursterei, Einkauf, Verkauf, Traiteurgeschäft, Party-Service
- Fleischsommelier

- Lehrabschlussprüfung (LAP)
  - Fleischfachmann/Fleischfachfrau mit eidg. Fähigkeitszeugnis
  - Lebensmitteltechnologe/-technologin mit eidg. Fachausweis

- Höhere Berufsprüfung (HBP)
  - Metzgermeister/in

- Höhere Fachhochschule
  - Dipl.-Lebensmitteltechnologe/in FH, Fachrichtung Fleischwirtschaft